# Kirjais

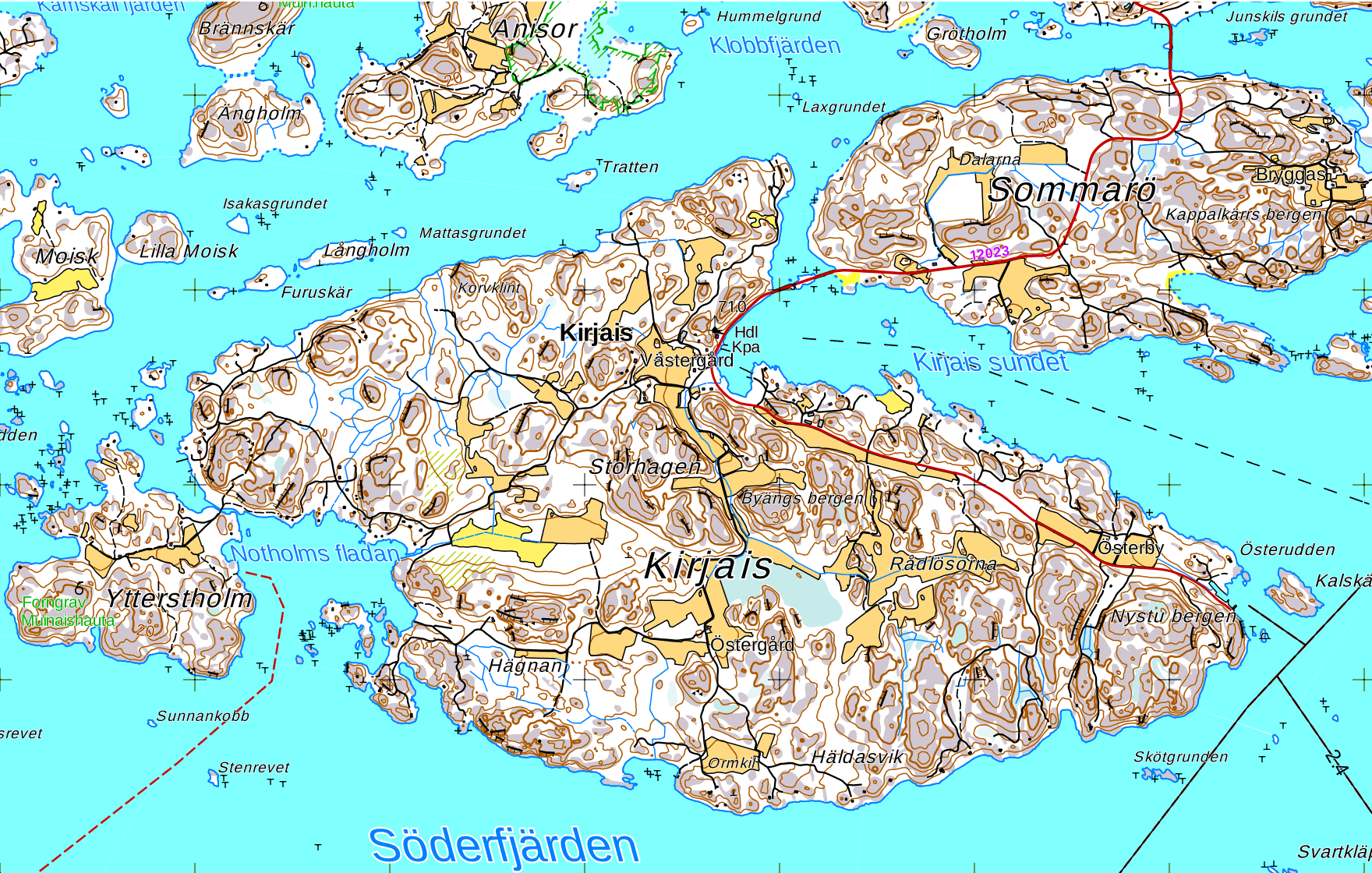
Karta över Kirjais.

Kirjais är en ö i Finland. Den ligger i Skärgårdshavet i kommundelen Nagu i Pargas stad i den ekonomiska regionen  Åboland i landskapet Egentliga Finland, i den sydvästra delen av landet. Ön ligger 9 kilometer sydost om Nagu kyrka och 40 kilometer söder om Åbo. Från Kirjais servicehamn trafikerar förbindelsebåtarna M/S Nordep och M/S Cheri Nagu södra ruttområde och Nagu tvärtrafiksrutt.
Öns area är 9,99 kvadratkilometer och dess största längd är 5,6 kilometer i öst-västlig riktning. Ön höjer sig omkring 40 meter över havsytan.
År 1958 fanns det 83 fast bosatta personer på Kirjais, och år 2009 var siffran 31, medan antalet fritidsboende var 248.
Förutom servicehamnen med bland annat förbindelsebåtsbrygga, café, bybutik och naturstig drivs på ön även en sommarrestaurang, Restaurang Bystrand, ett växhus, samt Kirjais kursgård. Sedan år 1997 har byaföreningen Kirjais och Sommaröbygdens Utveckling r.f. verkat för att utveckla servicen och stötta gemenskapen på ön genom olika projekt och evenemang. Föreningens ordförande är Pär Mickos, och av de andra aktiva kan nämnas Sandra Bergqvist, riksdagsledamot (17.4.2019-) och 2. viceordförande i Svenska folkpartiet, som även är jordbruksföretagare och driver sin hemgård på ön tillsammans med sina syskon.
Öns historia från 1700-talet framåt beskrivs i historiken "Från rusthåll till sommarparadis. Vårt Kirjais under 260 år", som har sammanställts och skrivits av Benita Andrén och kom ut år 2013. Materialet till boken samlades in under åtta års tid, främst av invånarna på gårdarna i Kirjais. En modifierad version av historiken, riktad till barn, "Kirjaisgubben - Skattens förbannelse och andra legender" har senare getts ut med ledning av Alice Björklöf och illustratören Lena Frölander-Ulf.
Öns namn, Kirjais, anses ha bildats mer eller mindre direkt från personnamnet Kirja (Kirjainen), såsom många gårdsnamn i det svenska språkområdet: genom att -s lagts till för- eller tillnamn. Ortnamn som övertagits från finskan slutar på svenska ofta på -s. Namnet nämns i skriftliga källor redan för femhundra år sedan, Kyriaws by (1474) och Kijriax (1540).

## Klimat
Klimatet i området är tempererat. Årsmedeltemperaturen i trakten är 6 °C. Den varmaste månaden är augusti, då medeltemperaturen är 17 °C, och den kallaste är februari, med −2 °C.